# Conventio ad excludendum
Conventio ad excludendum è una locuzione latina con la quale s'intende definire un accordo esplicito o una tacita intesa tra alcune parti sociali, economiche o politiche, che abbia come fine l'esclusione di una determinata parte terza da certe forme di alleanza, partecipazione o collaborazione.

## In Italia

### Il caso del PCI
L'espressione, usata nel linguaggio politico italiano, fu coniata negli anni settanta dal giurista e politico Leopoldo Elia, con riferimento al rifiuto di molte forze politiche – sostanzialmente di quelle che avrebbero poi costituito il pentapartito (DC, PSI, PSDI, PLI e PRI) – di includere il PCI in una coalizione di governo. Queste forze temevano il legame tra il PCI e l'Unione Sovietica e i paesi satelliti, retti tutti su economie pianificate di stampo socialista e sistemi di potere monopartitici.
Tale periodo di "quarantena" si concluse parzialmente con il compromesso storico, in particolare dopo le elezioni amministrative del 1975 e le successive elezioni politiche del 1976, col Governo Andreotti III (noto come "governo della non-sfiducia"), salvo poi riprendere dopo la morte di Aldo Moro. Per tutta la durata della prima repubblica a partire dal Governo De Gasperi III nessun governo ebbe ministri o sottosegretari del PCI, i cui rappresentanti entrarono per la prima volta ufficialmente in un governo col Governo Prodi I nel 1996, quando il PCI si era già trasformato nel Partito Democratico della Sinistra.
Di fatto dunque i governi della prima repubblica ebbero come perno la Democrazia Cristiana, risultante sempre il partito di maggioranza relativa in tutte le elezioni politiche nazionali, e che ebbe sempre un suo esponente come presidente del consiglio fino al Governo Spadolini I nel giugno 1981. Questo peculiare assetto politico è stato definito democrazia bloccata.
Commentando l'autobiografia di Giorgio Napolitano, la giornalista Barbara Spinelli sostiene che la conventio ad excludendum sarebbe stata, in buona parte, una conventio ad auto-excludendum (per dirla scherzosamente in forma pseudolatina), giacché sarebbe stato lo stesso PCI a non volere scegliere una strada riformista e a non volersi separare pienamente dall'Unione Sovietica.

### Il caso del MSI
Un altro caso di conventio ad excludendum, di segno opposto, nella politica nazionale italiana riguardò il Movimento Sociale Italiano, escluso per decenni non solo dall'accesso al governo, ma spesso anche da qualunque tipo di collaborazione o dialogo con le altre forze politiche, a ragione del riferimento ideologico di questo partito al disciolto Partito Fascista. 
In questo caso, il tacito accordo di esclusione era formalizzato nell'espressione arco costituzionale, che includeva tutte le forze (PCI compreso) che avevano partecipato alla Resistenza antifascista e alla stesura della Costituzione, e teneva fuori i neofascisti.

## Conventio ad tacendum
Molto simile al precedente è il caso indicato da un'altra formula latina: conventio ad tacendum. La locuzione indica un accordo esplicito o una tacita intesa tra alcune parti sociali, economiche o politiche, che abbia come fine il tacere su una particolare circostanza, dato o realtà.
Assume spesso funzioni di autodifesa: una minoranza, per esempio, evita di sottolineare o decide di tacere gli aspetti di diversità rispetto alla maggioranza, allo scopo di non suscitare sospetti o risentimenti. Può essere il caso di ebrei in Paesi cristiani oppure di ebrei e cristiani in Paesi musulmani o il caso di musulmani in Paesi cristiani e Israele o nei casi di atei in paesi non pienamente secolarizzati.
Nella storia, si trovano anche esempi in campo politico: nella Spagna di Francisco Franco, per esempio, era un titolo di merito per una persona o un'azienda il fatto di essere italiana, almeno fino al 1943; dopo, era più opportuno evitare di citare questa circostanza, che sarebbe risultata più di svantaggio che di vantaggio. In Italia, invece, dopo la seconda guerra mondiale, per alcuni decenni fu particolarmente colpita da questa "esclusione di menzione" la città di Forlì, che, essendo stata la "città del Duce", era percepita come uno dei simboli del passato regime fascista: in sostanza, tutte le volte che non fosse proprio inevitabile citarla, Forlì non doveva essere nemmeno nominata. Giorgio Bocca, negli anni sessanta, riferendosi al caso di Forlì, usò anche l'espressione complesso del Duce.
La conventio ad tacendum, come si vede, può presentare, ma solo per alcuni aspetti, qualche somiglianza con la damnatio memoriae, ma se ne distingue per il fatto che può essere spesso volontariamente accettata, o perfino voluta, da coloro stessi a cui si applica.

### Differenza con l'omertà
Sebbene la conventio ad tacendum e l’omertà condividano l’elemento del silenzio, esse si distinguono sia per contesto che per finalità. La conventio ad tacendum è una prassi informale – ma consapevole e funzionale – che si attua principalmente nelle dinamiche istituzionali, politiche o mediatiche, allo scopo di evitare l’esposizione di fatti politicamente scomodi o destabilizzanti. Al contrario, l’omertà è una regola di comportamento tipica delle organizzazioni mafiose o para-mafiose, che impone il silenzio per proteggere il sistema criminale e i suoi membri da indagini, sanzioni o vendette, anche con minacce o violenza.
La conventio ad tacendum si configura dunque come una forma di autocensura collettiva o sistemica, spesso per motivi di opportunità politica o istituzionale, mentre l’omertà è una forma di complicità attiva nel crimine, sostenuta da meccanismi coercitivi. Entrambe possono assumere una dimensione culturale o strutturale, ma l’omertà ha quasi sempre una componente intimidatoria, che manca nella conventio, la quale opera su base consensuale o per convenienza.
Pratiche simili alla conventio ad tacendum sono state osservate anche in altri ambiti, come nel giornalismo politico e nell'ambiente giudiziario, laddove si preferisce tacere su condotte di colleghi per preservare l'immagine dell’istituzione, senza arrivare alle soglie della complicità penale.